# 863
Cette page concerne l'année 863  du calendrier julien.
L'année 863 est une année commune qui commence un vendredi.

## Événements

### Proche-Orient
- 3 septembre : la campagne de l’émir de Mélitène Omar al-Aqta jusqu’à Amisos est arrêtée par la victoire byzantine de Petronas à la bataille de Poson, sur le fleuve Halys, en Anatolie. Le chef des Pauliciens Karbéas est tué et remplacé par son neveu et gendre Chrysocheir (main d’or)[1]. Petronas remporte une seconde victoire sur l'émir d'Arminiya au col de Haloras (Olor, à 85 km de Muş)[2]

### Europe

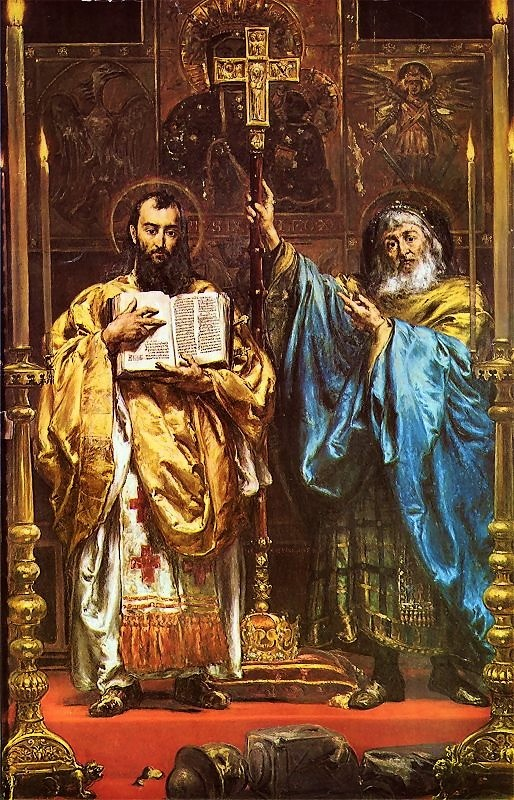
À la demande de Rotislav, qui désire résister à la pression carolingienne, la Bohême et la Moravie sont évangélisées par Constantin-Cyrille (né vers 826) et Méthode (né vers 815), deux frères lettrés de Thessalonique. Méthode a succédé à Photios comme professeur à l’université. Constantin, polyglotte, connaît parfaitement le slave parlé par les Macédoniens et jouit de la réputation d’un grammairien averti. Ils traduisent les livres saints et la liturgie en slavon et inventent un alphabet dérivé du grec et augmenté de signes pour traduire les sonorités proprement slaves, l’alphabet glagolitique, qui deviendra plus tard en pays bulgare l’alphabet cyrillique. Cyrille et Méthode obtiennent un succès populaire considérable, alors que leurs concurrents Francs étaient détestés, même si la Moravie se tourne rapidement vers l’obédience romaine. Cyrille et Méthode en Moravie, peinture de Jan Matejko.

- 24 janvier : mort de Charles, roi de Provence et de Bourgogne, sans héritiers[3]. Ses oncles Louis II et Charles le Chauve se partagent le royaume au gré des vœux des aristocraties locales.
- Janvier : Dorestad, port prospère de l’embouchure du fleuve (VIIe – IXe siècles), est pillé une dernière fois par les Vikings[4] puis disparaît brutalement des chroniques[5]. Son déclin, attribué aux raids normands, est sans doute également dû au changement de cours du fleuve. Les Danois remontent le Rhin en pillant, et s'installent dans une île près de Neuss en avant de Cologne. Ils en sont repoussés en avril par une attaque conjointe de Lothaire II et des Saxons[6].
- Avril[7] : Traité d'Entrammes : le roi de Bretagne, Salomon, prête fidélité à Charles le Chauve et reçoit le territoire d' Entre deux rivières et l’abbaye Saint-Aubin d'Angers[8].
- 11 avril : Charles le Chauve célèbre Pâques au Mans[8].
- Mi-juin : concile de Metz qui accepte le divorce de Lothaire II. Le pape Nicolas Ier casse les décisions prises à Metz dès le début de l'année suivante[9].
- 5 juillet[10] : Cyrille et Méthode arrivent en Grande Moravie et commencent à l'évangéliser[11].
- Octobre : 
  - Ambassade de l'émir de Cordoue Muhammad Ier auprès de Charles le Chauve[12].
  - Les Vikings de Maurus, s'installent à l'embouchure de la Charente. Il pillent Saintes, Angoulême, Poitiers (décembre), Ligugé et vont peut-être jusqu'à Limoges et Clermont (864)[12].
- 4 octobre :  dans les environs de Saintes, Turpion, comte d'Angoulême voyant que Landry, comte de Saintonge ne faisait rien, ose défier le chef normand Maurus. Les deux adversaires se précipitent l'un sur l'autre avec leurs chevaux et se transpercent mutuellement avec leurs lances. Les Normands seront vainqueurs mais intimidés par la mort de leur chef regagnent leurs navires avec leur butin après avoir pillé Saintes[12].
- 25 octobre : concile de Verberie[13].
- 2 décembre : Charles le Chauve est à Auxerre après avoir rassemblé une armée en Bourgogne pour marcher contre son fils Charles l'Enfant, roi d'Aquitaine, qui s'est révolté. Il marche sur Nevers pour traverser la Loire, quand Charles l'Enfant et les grands d'Aquitaine font leur soumission[12].

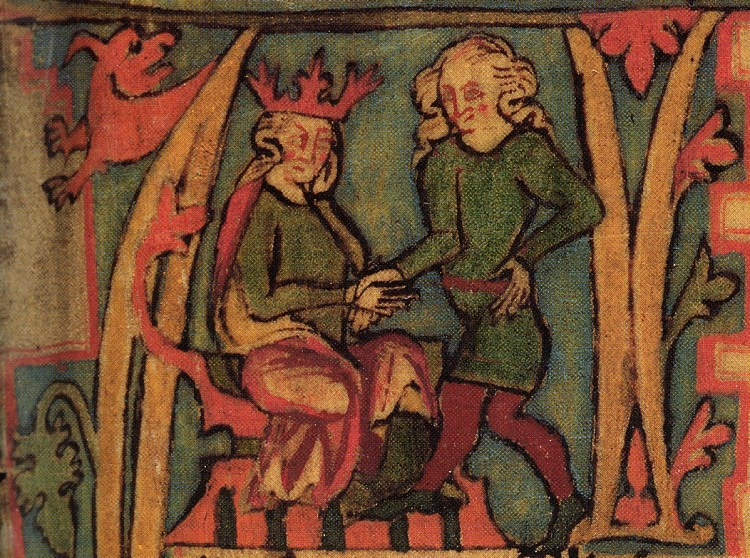
Passation de pouvoir entre Harald Ier de Norvège (à la couronne) et son père.

- Début du règne de Harald Ier de Norvège, roi de Vestfold à l'âge de dix ans à la mort de son père Halfdan le Noir, puis de Norvège en 872[14].
- Humfroy, marquis de Gothie, enlève Toulouse au comte Raimond. L’année suivante, l’usurpateur, menacé par les enquêteurs (missi) du roi, abandonne le Toulousain et la Gothie et s’enfuit en Italie[15].
- Dans un concile tenu à Rome au début de l'année patriarche de Constantinople Photios est excommunié et déposé par le pape Nicolas Ier, qui affirme que le principe de sa juridiction personnelle l’emporte sur les synodes constantinopolitains[16]. Le schisme a pour principale cause une querelle de juridiction à propos de la Bulgarie. Le pouvoir impérial se range derrière Photios.